# Grommeltjärnen
Grommeltjärnen är en sjö i Strömsunds kommun i Ångermanland och ingår i Ångermanälvens huvudavrinningsområde. Grommeltjärnen ligger i Tannsjö Natura 2000-område.